# Wälzebach (Schorbach)
Der Wälzebach ist ein nur etwa 700 m langer Bach in der Gemarkung von Schorbach, einem Ortsteil der Gemeinde Ottrau im Süden des Schwalm-Eder-Kreises in Nordhessen.
Er entspringt im Knüllgebirge in einem kleinen Seitental nordwestlich von Schorbach und fließt nach Südosten in das Dorf hinein. Dort ist er auf den letzten rund 300 m seiner Fließstrecke entlang der Dorfstraße (Landesstraße L 3161) bis zu seiner Mündung in den Schorbach, einen rechtsseitigen, nördlichen Zufluss der Grenff, kanalisiert und unter die Erde verlegt.